# سلي وليامز
سلي وليامز (بالإنجليزية: Sly Williams)‏ مواليد 26 يناير 1958 في نيو هيفن، هو لاعب كرة سلة أمريكي سابق. بدأ مسيرته الاحترافية في سنة 1979. تم اختياره من قبل فريق نيويورك نيكس خلال الدرافت. يبلغ طوله 6 قدم 7 بوصة (2.0 م). اعتزل اللعب في 1985. أحرز خلال مسيرته في الإن بي إيه 3327 نقطة بمعدل 10.9 نقاط في المباراة الواحدة.

## المسيرة الاحترافية
لعب مع نيويورك نيكس من سنة 1979 إلى 1983، ثم لعب مع أتلانتا هوكس من سنة 1983 إلى 1985، ثم لعب مع بوسطن سيلتكس في سنة 1985.

## روابط خارجية
- سلي وليامز على موقع إن بي أي (الإنجليزية)
- سلي وليامز على موقع سبورتس رفرنس (الإنجليزية)
- سلي وليامز على موقع كلية كرة السلة في سبورتس رفرنس.كوم (الإنجليزية)
- سلي وليامز على موقع ريلجم (الإنجليزية)
- سلي وليامز على موقع بروبوليرز (الإنجليزية)